# Olena Sadovnyča
Olena Anatoliïvna Sadovnyča (in ucraino Олена Анатоліївна Садовнича?; Kiev, 4 novembre 1967) è un'ex arciera ucraina.

## Palmarès

### Olimpiadi
- 2 medaglie:
  - 1 argento (Sydney 2000 a squadre)
  - 1 bronzo (Atlanta 1996 nell'individuale)

### Mondiali
- 1 medaglia:
  - 1 argento (Victoria 1997 a squadre)